# 布鲁克·威尔金斯-彭福尔德
布鲁克·威尔金斯-彭福尔德（英語：Brooke Wilkins-Penfold，1974年6月6日—），澳大利亚女子垒球运动员。她曾代表澳大利亚国家队参加1996年、2000年和2004年夏季奥林匹克运动会垒球比赛，获得一枚银牌和二枚铜牌。